# Dreamland Manor
Dreamland Manor è l'album di debutto del gruppo musicale power metal tedesco Savage Circus.
La musica è stata scritta da tutto il gruppo, mentre i testi sono stati scritti da Jens Carlsson e Piet Sielck.

Il batterista Thomas Stauch ha dichiarato di Dreamland Manor in un'intervista:

## Tracce
1. Evil Eyes – 6:58
2. Between the Devil and the Seas – 5:25
3. Waltz of the Demon – 6:56
4. Tomorrowland – 6:27
5. It - The Gathering – 6:15
6. Beyond Reality – 5:23
7. When Hell Awakes – 7:34
8. Ghost Story – 7:05
9. Born Again by the Night – 5:16

### Tracce bonus edizione giapponese
1. Ça plane pour moi (cover del singolo di Plastic Bertrand, 1977) – 3:05

## Formazione
- Jens Carlsson - Lead Vocals
- Emil Norberg - Guitar
- Piet Sielck - Guitar, Bass & Backing vocals
- Thomas Stauch - Drums

### Ospiti
- Rolf Köhler - Backing Vocals